# RADIO FISH
RADIO FISH（レディオ・フィッシュ）は、日本のお笑いコンビ・オリエンタルラジオを中心に結成されたダンス&ボーカルユニット。

## 略歴
2014年
オリエンタルラジオ (NAKATA・SHINGO) とNAKATAの実弟であるFISHBOY、ダンサーのShow-hey、SHiN、RIHITOの6人で結成。
12月26日、テレビ朝日系『芸人ちゃんネタ祭り 実力派芸人大集合スペシャル』でテレビ初登場。以後オリラジの単独ライブやネタ番組に精力的に登場し、お笑いファンに広く知られる存在となった。
2015年
3月18日、配信限定シングル第1弾「STAR」をリリース。その後も5月27日に「TONIGHT」「GOOD BYE」、6月28日に「SUMMER TIME」、7月1日に「PARADISE」と3ヶ月連続でリリース。
12月23日、配信限定シングル「PERFECT HUMAN」をリリース。12月25日放送のテレビ朝日系『爆笑問題の検索ちゃん 芸人ちゃんネタ祭り』でテレビ初披露。
また12月25日には渋谷CLUB QUATTROで初の音楽ライブとなる「RADIO FISH PARTY〜オリラジ10周年音楽祭〜」を開催した。
2016年
2月13日にフジテレビ系で放送された『ENGEIグランドスラム』で「PERFECT HUMAN」のパフォーマンスを披露すると、iTunesのランキングで1位を獲得するなど大きな話題となった。
3月11日、テレビ朝日系『ミュージックステーション』に出演した。その後もミュージックステーションには2度出演し、更には3月28日のフジテレビ系『FNSうたの春まつり』、7月2日の日本テレビ系『THE MUSIC DAY 夏のはじまり。』など、お笑い番組にとどまらず音楽番組にも多数出演。『24時間テレビ 「愛は地球を救う」』にも出演した。
5月25日、1stアルバム『PERFECT HUMAN』をリリース。本アルバムよりクリエイティブユニットのCATTLEYA TOKYOがクリエイティブディレクションを担当。6月22日には同日より10週連続で楽曲配信することが発表された。
1stアルバムと10週連続配信の楽曲を引っ提げ、多くの夏フェスに参加。また8月26日には赤坂BLITZでワンマンライブ「PERFECT SUMMER」を開催し、10月12日に2ndアルバム『WORLD IS MINE』をリリースすることも発表された。
秋にはNAKATAとYouTuberのKOJIKARUが出会い意気投合、テクニカルブレインとして参加するようになる。
11月になると「PERFECT HUMAN」で第49回日本有線大賞・有線話題賞、第58回日本レコード大賞・企画賞、WebTVAsia Awards 2016・年間最優秀楽曲賞を立て続けに受賞した。
11月24日、かねてより目標として掲げていた第67回NHK紅白歌合戦への初出場が決定し、当日のステージで一緒に踊るダンサーを一般から募集することが発表された。12月31日の放送ではオーディションで全国から選ばれた40人のダンサーと共に、"ネオ秀吉"をテーマに醍醐の花見をモチーフにしたステージでパフォーマンスを披露。またこの年の下半期にブレイクし、かねてよりNAKATAが「隙があればつぶしにいく」「僕は彼の存在を認めていない」などと発言し敵視していたピコ太郎と和解する演出も見せ、白組司会の相葉雅紀はこれを「歴史的和解」と表現した。もちろん両者は実際に険悪だったわけではなく、翌日にNAKATAはTwitterで、秋の時点で既に紅白で和解する算段が組まれていたことを明かしている。
12月20日にGoogleが発表した国内のYouTube年間トレンド動画ランキングの音楽動画部門では、1月21日に公開された「PERFECT HUMAN」のライブ映像が4700万再生で3位、4月25日に公開された同曲のMVが3700万再生で5位にランクイン。同日に行われた「YouTube FanFest Japan 2016」にも出演した。
2017年
1月13日、RADIO FISHの公式ホームページがリニューアルオープン。
3月31日、それまでMVやライブ映像、オフショットなどを投稿していた自身のYouTubeチャンネルに、第一弾となるエンタメ企画動画を投稿。
4月17日に都内で行われたロッテ「ACUO」の新CMお披露目イベントで新曲「進化論」を発表。翌4月18日に配信リリースされた。
7月21日よりYouTubeでの活動が本格化。それまでは不定期だった動画のアップロードがこの日から約半年間、ほぼ毎日行われた。また9月下旬頃からは毎週日曜日にYouTube Liveで生放送を行っており、以降は他の日も不定期ではあるがメンバーそれぞれが個別にInstagramやLINE LIVEなどで生配信を行っている。
10月13日、初の全国ツアー「RADIO FISH 2017-2018 TOUR "Phalanx"」が12月25日より開催されることが発表された。
10月29日、オリエンタルラジオがMCを務めるNHKラジオの番組「らじらー! サンデー」の放送で、同じくアシスタントMCを務める乃木坂46の中元日芽香を迎えた新曲「LAST NUMBER (feat. 中元日芽香 (乃木坂46))」を初公開。11月8日に配信リリースされた。
11月29日、YouTuberをテーマに制作された楽曲「新時代」と初のRIHITOプロデュース楽曲となる「O.D.O:Re」の2曲を配信リリース。「新時代」は2018年3月10日までの期間限定ながらGoogle Play Musicでの独占無料配信が行われている。また12月1日にはYouTube Space Tokyoでリリースイベントが行われ、ゲストとしてYouTuberのKazuも登場した。
また12月6日にはMay J.をゲストボーカルに迎えた「NEW GOD (feat. May J.)」と初のShow-heyプロデュース楽曲となる「Trip Drop Town」の2曲を、12月20日にはこちらも共に初となるFISHBOYのプロデュース楽曲「Make Ya Groove」とSHiNのプロデュース楽曲「Life is a Game」の2曲を配信リリースした。
2018年
4月1日、昨年12月25日に行われた「RADIO FISH 2017-2018 TOUR "Phalanx"」の東京公演の模様がWOWOWにて放送。
4月5日、「RADIO FISH 2017-2018 TOUR "Phalanx"」の追加公演を開催。また同日公式ホームページが再びリニューアルされ、Twitterの公式アカウントも開設された。
6月6日、初のライブBlu-ray&DVD『RADIO FISH 2017-2018 TOUR "Phalanx"』をリリース。前日の5日には初回盤特典CDに収録された新曲「Stepping on the fire (feat. w-inds.)」のMVがYouTubeで公開された。
8月29日、チームしゃちほことのコラボレーション・シングル『BURNING FESTIVAL』をリリース。
9月12日 - 21日、2度目となる全国ツアー「RADIO FISH TOUR 2018 "NEWTON"」が名古屋（12日）・大阪（19日）・東京（21日）で開催。
2019年
1月9日、3rdアルバム『NEWTON』を配信リリース。
3月20日、C&Kのアルバム『TEN』に収録された「GORIN with RADIO FISH」に参加した。3月15日にはMVがYoutubeで公開された。
9月25日、ミニアルバム『SPACE MAN』を配信リリース。
10月2日、Zepp DiverCity TOKYOでワンマンライブ「RADIO FISH NIRVANA 2019」を開催。
2020年
5月14日、昨年10月2日に開催された「RADIO FISH NIRVANA 2019」より6曲のライブ映像をYouTubeにて1週間限定で公開。
12月2日、初のファンミーティング「RADIO FISH 5th Anniversary LIVE ″318″」（SHIBUYA PLEASURE PLEASURE）を開催。当初は3月18日に開催予定だったが、新型コロナウイルス感染拡大の影響により延期となっていた。
12月28日、オリエンタルラジオの吉本興業退所会見にて、デビュー10周年（オリエンタルラジオのデビュー20周年）を迎える2025年に日本武道館にてワンマンライブを開催予定であることを発表。
2022年
5月21日、NAKATAがPRESENTERを務めるYouTube番組『Win Win Wiiin』のオープニング映像第2弾の振付とダンス監修をShow-heyとs**t kingz・kazukiによるYouTubeユニット「カズキのタネ」が担当した。
7月2日、日本テレビ系『THE MUSIC DAY 2022』で「PERFECT HUMAN」を披露。対面でメンバー全員が揃うのは2021年1月16日に開催されたFISHBOY主催のライブイベントぶりである。
2023年
6月24日 - 7月4日、3週連続でシングルを配信リリース。「全知全能」（24日）・「SUPER STAR」（29日）・「7th Color」（4日）。
7月11日、ワンマンライブ『RADIO FISH LIVE BELVA ROSSO』（duo MUSIC EXCHANGE）を開催。コンサートの開催は『NIRVANA 2019』以来、約4年ぶり。7月7日にはライブ直前生配信がYouTubeにて行われた。
12月31日、ワンマンライブ『RADIO FISH LIVE EUREKA』（Zepp Namba）を開催。
2024年
2月7日、ワンマンライブ『EUREKA』にて初披露された楽曲「EUREKA!!」と「God Descend」の2曲を配信リリース。

## メンバー
RADIO FISHでは「ボーカル」「ダンサー」といった呼称は使用せず、各メンバーの肩書きはNAKATAにより名付けられたものである。

### 御神体
- NAKATA
（ナカタ、本名：中田敦彦）1982年9月27日（42歳）生。大阪府出身。メンバーカラー：赤。
  - 実質的なリーダー兼プロデューサー。グループの活動の方向性を決める他、多く楽曲の作詞を手掛ける。
  - パフォーマンスでは楽曲により、サビまでは後ろを向いて待機しサビでは一言だけ歌い中央で踊る場合と、SHINGOと共にツインボーカルを務める場合がある。
  - 「PERFECT HUMAN」のリリース以降、ステージでは基本的にサングラスを着用している。

### SHAMAN
- SHINGO
（シンゴ、本名：藤森慎吾）1983年3月17日（42歳）生。長野県出身。メンバーカラー：ピンク。
  - メインボーカル、MCを務め、「PERFECT HUMAN」以降の楽曲では主にラップパートの作詞も手掛ける。
  - パフォーマンスでは楽曲により、サビまでは中央で歌いサビでは中央に立つNAKATAの後ろに隠れて歌う場合と、NAKATAと共にツインボーカルを務める場合がある。
  - 以前スチャダラパーのBOSEにSHINGOの声がラップ向きだと言われたことがあり、それを覚えていたNAKATAが「PERFECT HUMAN」制作に当たり「ラップをやって欲しい」と要請し、以降ラップを取り入れた楽曲が多くなっている。
  - SHAMAN (シャーマン) とは "祈る者" を意味しており、「最大の役割は歌うことではなく、御神体のありがたき御言葉を民へと繋ぐ架け橋であること」とされている。
  - 年下であるSKILL-MASTERメンバーと一緒の時でも、基本的に車はSHINGOが運転し食事もよく奢っていることから、アッシー・メッシー扱いされることがある。

### SKILL-MASTER
- FISHBOY
（フィッシュボーイ、本名：中田啓之）1985年12月19日（39歳）生。大阪府出身。メンバーカラー：緑。
  - NAKATAの実弟であり、2009年には世界大会「Juste Debout」での優勝経験もあるダンサー。また、日本人のダンサーとして初めてadidas Originalsからスポンサード契約を受けた人物でもある。ダンスのジャンルはPOP。
  - パフォーマンスでの立ち位置は基本的にShow-heyと対称となる。
  - メンバーやファンからは「フィッシュ」もしくはそれにくん・さんを付けて呼ばれる。
  - RADIO FISHの結成に当たり、広い人脈を生かしてSKILL-MASTER (スキルマスター) メンバーやサウンドプロデューサーらを集めていた。
  - 2016年から2020年まで友人らと共に西麻布に経営していた "MWnishiazabu"（ムゥニシアザブ）というバーで[46]、YouTubeでのエンタメ企画動画や「No.55」のMVの撮影場所としても使用されていた。

- Show-hey
（ショウヘイ、本名：鬼塚祥平）1983年6月6日（42歳）生。熊本県出身。メンバーカラー：青。
  - AAA、三浦大知、w-inds.、倖田來未、BoA、清水翔太など多くのアーティストのバックダンサーやMV出演の経歴を持つ。ダンスのジャンルはHIP-HOP。
  - パフォーマンスでの立ち位置は基本的にFISHBOYと対称となる。
  - SKILL-MASTERの中では最年長のお兄さん的存在であり、ファンからは「へい様」と呼ばれている。実際に3兄弟の長男である[47][48]。
  - その豊富な経験から、ステージの構成・演出は主にShow-heyが手掛けている。
  - プライベートや移動中などはサングラスを着用していることが多い。またいつも入りの時にお洒落なカフェを持っているという。
  - EXILEのNESMITHとは同郷で、5歳頃からの幼馴染である[49]。
  - 2018年4月13日、自身のInstagramにて一般女性との結婚を発表した[50]。

- SHiN
（シン、本名：田島慎介）1987年6月27日（38歳）生。東京都出身。メンバーカラー：紫。
  - 西野カナ、関ジャニ∞、倖田來未などのバックダンサーやMV出演経験の他、25歳より2年間YG ENTERTAINMENT JAPANに専属ダンサーとして所属し、BIGBANGのV.IやD-LITE、2NE1などのバックダンサーとしても活動した。またリオデジャネイロオリンピックの閉会式にもダンサーとして参加している[6]。ダンスのジャンルはHIP-HOP。
  - パフォーマンスでの立ち位置は基本的にRIHITOと対称となる。共に高身長である為サビでは両端に立つことが多い。
  - 日本と韓国のハーフ。また自他共に認めるゲーマーであり、特にグランブルーファンタジーはオフショットなどでもプレイしているシーンがよく見られたが、2017年5月25日にTwitterでグランブルーファンタジーを引退することを宣言。「今後はもうどんなゲームも継続してやることはないでしょう」とゲーマーからの引退も示唆している[51]。
  - 中学時代に岡村隆史のウインドミルに憧れブレイクダンスを始めたこともあり、「PERFECT HUMAN」のMVなどソロパートではウインドミルを披露することも多い。
  - 普段からあまり感情を表に出さずテンションも低い為、FISHBOYは最初の練習の時「真っ先に抜けてしまうだろうな」と思ったという[52]。打ち解けてからは主にSHINGOなどから可愛がられる立ち位置となっている。
  - 2017年7月より地元蒲田を拠点としたダンス教室 "E.S.D.C." をダンサーの高安恵理と共に開講している。その後11月3日に自身のInstagramで高安と入籍したことを発表[53]。RADIO FISHではNAKATAに次ぎ2人目の既婚者となったが、2022年に離婚していたことをYouTubeの生配信中に報告した。

- RIHITO
（リヒト、本名：田嶋幸弘）1988年7月15日（36歳）生。東京都出身。メンバーカラー：黄。
  - ダンスチームTRIQSTARのメンバーとして、オーディション番組Asia's Got Talentで日本人で唯一ファイナルまで進出しTop6になった他、TOMMY HILFIGER、ポルシェなどモデルの経験も持つ。ダンスのジャンルはアニメーション。
  - パフォーマンスでの立ち位置は基本的にSHiNと対称となる。共に高身長である為サビでは両端に立つことが多い。
  - 結成当初はつとむという名前で活動していたが、2016年11月よりNAKATAに命名されRiH!TOと改名し、その後表記をRIHITOとした。また結成より2年程はモヒカンヘアをトレードマークとしていた。
  - 自称上質なパリピで、日頃から様々なパーティーに出入りしているという。
  - FISHBOYはメンバーの中でもRIHITOの顔が最も気に入っており「全方位型イケメン」と評している。
  - NPO法人Wa-shoiの理事長も務めており、毎年主催しているイベント "IWGP FES" には2016年以降RADIO FISHも参加している。
  - 2021年1月2日、自身のInstagramにて一般女性との結婚を発表した[54]。

## エピソード
以前よりNAKATAはFISHBOYに「ダンスと歌でキャーキャーいわれるようなことをやりたい」と言っており、NAKATAから出されたイケメンという最低条件の下、FISHBOYがSKILL-MASTERを集めた。
最初に元々仲が良く、2013年4月4日放送の日本テレビ系『ロンブー&チュートの芸能人ヒットソングで爆笑ショーバトル!』でNAKATA・FISHBOYらと共にWORLD ORDERの「MIND SHIFT」をコピーしオリエンタルラジオの2人とも面識のあったTRIQSTARのメンバー・RIHITOに声をかけた。
もう1人はどうしても自分より年上で経験豊富でなおかつイケメンが欲しいと思ったFISHBOYは、以前舞台でも共演したことがあり同じスタジオで自分の前にレッスンをしていたShow-heyに、入れ替わりの際すれ違い様に声をかけたところ二つ返事で快諾。
4人目はかなり悩み、EN DANCE STUDIOのスタッフにバックダンサー経験のあるイケメンはいないか相談したところSHiNを紹介された。SHiNとは面識がなかったが、いきなり電話をかけ「オリラジが歌うんだけど、一緒に踊らない？」と誘った。電話越しのテンションが低かったため断られると思ったFISHBOYだったがこちらも快諾。こうしてRADIO FISHが誕生した。
その他楽曲提供を受けたイトヲカシの宮田リョウやOOPARTZのJUVENILE、「GOLDEN TOWER」に参加した當山みれい、JOKERの江端タイスケなど、RADIO FISHに関わる人物の多くがFISHBOYの紹介によるものである。
またFISHBOY以外のSKILL-MASTERメンバーからの紹介も多く、「東京大革命」や「ワンチャンCOCO夏☆物語」に参加した焚巻はRIHITO、「Stepping on the fire」に参加したw-inds.はShow-heyの紹介である。

## ディスコグラフィー

### 配信シングル
| #    | 発売日         | 曲名                                                       | 収録アルバム                        |
| ---- | -------------- | ---------------------------------------------------------- | ----------------------------------- |
| 1st  | 2015年3月18日  | STAR                                                       | PERFECT HUMAN                       |
| 2nd  | 2015年5月27日  | TONIGHT                                                    | PERFECT HUMAN                       |
| 3rd  | 2015年5月27日  | GOOD BYE                                                   | PERFECT HUMAN                       |
| 4th  | 2015年6月28日  | SUMMER TIME                                                | PERFECT HUMAN                       |
| 5th  | 2015年7月1日   | PARADISE                                                   | PERFECT HUMAN                       |
| 6th  | 2015年12月23日 | PERFECT HUMAN                                              | PERFECT HUMAN                       |
| 7th  | 2016年6月22日  | 黄金時代                                                   | WORLD IS MINE                       |
| 8th  | 2016年6月29日  | ULTRA TIGER                                                | WORLD IS MINE                       |
| 9th  | 2016年7月6日   | あの日見た神様の名前を思い出していつかきっと泣いてしまう   | WORLD IS MINE                       |
| 10th | 2016年7月13日  | NKT34                                                      | WORLD IS MINE                       |
| 11th | 2016年7月20日  | GOLDEN TOWER (feat. 當山みれい)                            | WORLD IS MINE                       |
| 12th | 2016年7月27日  | さよなら                                                   | WORLD IS MINE                       |
| 13th | 2016年8月3日   | 東京大革命 (feat. 焚巻 & 345/凛として時雨)                 | WORLD IS MINE                       |
| 14th | 2016年8月10日  | MIND BEACH                                                 | WORLD IS MINE                       |
| 15th | 2016年8月17日  | INVISIBLE EMPEROR                                          | WORLD IS MINE                       |
| 16th | 2016年8月24日  | PERFECT HUMAN (m-flo☆Taku Remember 1999 Samba House Remix) | WORLD IS MINE                       |
| 17th | 2016年10月5日  | WONDERLAND                                                 | WORLD IS MINE                       |
| 18th | 2017年4月18日  | 進化論                                                     | RADIO FISH 2017-2018 TOUR "Phalanx" |
| 19th | 2017年11月8日  | LAST NUMBER (feat. 中元日芽香 (乃木坂46))                  | RADIO FISH 2017-2018 TOUR "Phalanx" |
| 20th | 2017年11月29日 | 新時代                                                     | RADIO FISH 2017-2018 TOUR "Phalanx" |
| 21st | 2017年11月29日 | O.D.O:Re                                                   | RADIO FISH 2017-2018 TOUR "Phalanx" |
| 22nd | 2017年12月6日  | NEW GOD (feat. May J.)                                     | RADIO FISH 2017-2018 TOUR "Phalanx" |
| 23rd | 2017年12月6日  | Trip Drop Town                                             | RADIO FISH 2017-2018 TOUR "Phalanx" |
| 24th | 2017年12月20日 | Make Ya Groove                                             | RADIO FISH 2017-2018 TOUR "Phalanx" |
| 25th | 2017年12月20日 | Life is a Game                                             | RADIO FISH 2017-2018 TOUR "Phalanx" |
| 26th | 2023年6月23日  | 全知全能                                                   | アルバム未収録                      |
| 27th | 2023年6月29日  | SUPER STAR                                                 | アルバム未収録                      |
| 28th | 2023年7月4日   | 7th Color                                                  | アルバム未収録                      |
| 29th | 2024年2月7日   | EUREKA!!                                                   | アルバム未収録                      |
| 30th | 2024年2月7日   | God Descend                                                | アルバム未収録                      |

### コラボレーション・シングル
| #   | 発売日        | タイトル         | 規格品番     | 販売形態            | 最高位 |
| --- | ------------- | ---------------- | ------------ | ------------------- | ------ |
| 1st | 2018年8月29日 | BURNING FESTIVAL | WPZL-31502/3 | 初回限定盤（CD+BD） | 2位    |
| 1st | 2018年8月29日 | BURNING FESTIVAL | WPCL-12926   | 通常盤（CD）        | 2位    |

### アルバム

#### オリジナルアルバム
| #   | 発売日         | タイトル      | 規格品番   | 販売形態                 | 最高位 |
| --- | -------------- | ------------- | ---------- | ------------------------ | ------ |
| 1st | 2016年5月25日  | PERFECT HUMAN | YRCN-95257 | TYPE-A（CD+DVD）         | 4位    |
| 1st | 2016年5月25日  | PERFECT HUMAN | YRCN-95258 | TYPE-B（CD）             | 4位    |
| 1st | 2016年8月26日  | PERFECT HUMAN | YRCN-95265 | 完全生産限定盤（CD+DVD） | 4位    |
| 2nd | 2016年10月12日 | WORLD IS MINE | YRCN-95263 | TYPE-A（CD+DVD）         | 16位   |
| 2nd | 2016年10月12日 | WORLD IS MINE | YRCN-95264 | TYPE-B（CD）             | 16位   |
| 3rd | 2019年1月9日   | NEWTON        | -          | デジタル・ダウンロード   | 15位   |

#### ミニアルバム
| #   | 発売日        | タイトル  | 販売形態               |
| --- | ------------- | --------- | ---------------------- |
| 1st | 2019年9月25日 | SPACE MAN | デジタル・ダウンロード |

### 映像作品
| #   | 発売日       | タイトル                            | 規格品番     | 販売形態                          |
| --- | ------------ | ----------------------------------- | ------------ | --------------------------------- |
| 1st | 2018年6月6日 | RADIO FISH 2017-2018 TOUR "Phalanx" | YRXN-80007   | 初回盤Blu-ray豪華BOX仕様（BD+CD） |
| 1st | 2018年6月6日 | RADIO FISH 2017-2018 TOUR "Phalanx" | YRXN-80008   | 通常盤Blu-ray（BD）               |
| 1st | 2018年6月6日 | RADIO FISH 2017-2018 TOUR "Phalanx" | YRBN-80183/4 | 初回盤DVD（2DVD+CD）              |
| 1st | 2018年6月6日 | RADIO FISH 2017-2018 TOUR "Phalanx" | YRBN-80185/6 | 通常盤DVD（2DVD）                 |

### 参加作品
| 発売日         | 曲名                  | 収録作品                        | 規格品番                                              | 最高位 |
| -------------- | --------------------- | ------------------------------- | ----------------------------------------------------- | ------ |
| 2016年10月26日 | PERFECT HUMAN         | V.A.『A GIRL↑↑4 mixed by DJ和』 | AICL-3158                                             | 47位   |
| 2019年3月20日  | GORIN with RADIO FISH | C&K『TEN』                      | UPCH-29323:初回限定盤 (CD+DVD) UPCH-20511:通常盤 (CD) | 5位    |

### 未発表曲
| 曲名                                     | 作詞 / 作曲                                               | 備考 |
| ---------------------------------------- | --------------------------------------------------------- | --- |
| ORIENT                                   | 作詞：オリエンタルラジオ・土屋良介 作曲：樋口聖典         | - 2010年に行われたオリエンタルラジオの漫才ツアー「VS」で披露された楽曲。FISHBOYもゲストとしてダンスで参加していた。 - 同ツアー会場限定で発売されたCDにのみ音源が収録されている。またルミネtheよしもとで行われた同ツアーの最終公演を収録したライブDVD『VS』にはライブ映像が収録されている。 - 正確にはRADIO FISHではなくオリエンタルラジオとしての楽曲だが、「RADIO FISH PARTY〜オリラジ10周年音楽祭〜」や「PERFECT SUMMER」といったRADIO FISHのライブでも披露されている。 |
| SPUNKY (We Want Mets!) 体操アレンジver.  | 作詞：Casey Rankin・藤森慎吾・中村聖子 作曲：Casey Rankin | - 2019年に出演したキリンメッツのCM及びWEB動画「超ラジオ体操 第一」で使用された楽曲。 - 原曲はケーシー・ランキンの「Met People」で、1980年代よりキリンメッツのCMソングとして使用されている楽曲である。 |
| SPUNKY (We Want Mets!) 体操アレンジver2. | 作詞：Casey Rankin・藤森慎吾・中村聖子 作曲：Casey Rankin | - 2019年に出演したキリンメッツのCM及びWEB動画「超ラジオ体操 第二」で使用された楽曲。 - 原曲は「SPUNKY (We Want Mets!) 体操アレンジver.」と同じくケーシー・ランキンの「Met People」だが、歌詞とアレンジが異なっている。 |
| 僕たちは世界を変えることしかできない     | 不明                                                      | - 2023年に開催された「RADIO FISH LIVE BELVA ROSSO」で披露された楽曲。 |

### ミュージックビデオ
| 監督           | 曲名                                            |
| -------------- | ----------------------------------------------- |
| コヤマタイガ   | 「STAR」                                        |
| コヤマタイガ   | 「PARADISE」                                    |
| 福山忍         | 「PERFECT HUMAN」                               |
| CATTLEYA TOKYO | 「GOLDEN TOWER (feat. 當山みれい)」             |
| 太田良         | 「進化論」                                      |
| KOJIKARU       | 「LAST NUMBER (feat. 中元日芽香 (乃木坂46))」   |
| KOJIKARU       | 「NEW GOD (feat. May J.)」                      |
| 不明           | 「Stepping on the fire (feat. w-inds.)」        |
| 田村啓介       | 「BURNING FESTIVAL」チームしゃちほこ×RADIO FISH |
| 脇坂侑希       | 「GORIN with RADIO FISH」C&K                    |
| MOHIKAZUKI     | 「No.55」                                       |
| 不明           | 「また逢える日まで」                            |
| 大野敏嗣       | 「神様Disco」                                   |

## タイアップ
| タイトル                                 | タイアップ先                                                       |
| ---------------------------------------- | ------------------------------------------------------------------ |
| GOOD BYE                                 | NHKラジオ第1放送『らじらー! サンデー』エンディングテーマ           |
| GOLDEN TOWER (feat. 當山みれい)          | MBS・TBS系『プレバト!!』2016年8月・9月度エンディングテーマ         |
| WONDERLAND                               | TBS系アニメ『カミワザ・ワンダ』エンディングテーマ                  |
| 進化論                                   | ロッテ「ACUO」CMソング                                             |
| BURNING FESTIVAL                         | TBS系『トコトン掘り下げ隊!生き物にサンキュー!!』エンディングテーマ |
| SPUNKY (We Want Mets!) 体操アレンジver.  | キリンメッツ「超ラジオ体操 第一」CMソング                          |
| SPUNKY (We Want Mets!) 体操アレンジver2. | キリンメッツ「超ラジオ体操 第二」CMソング                          |

## 出演

### バラエティ番組
- 爆笑問題の検索ちゃん 芸人ちゃんネタ祭り（2014年12月26日・2015年12月25日・2016年12月23日・2017年12月22日・2018年12月21日、テレビ朝日系）
- 笑点（2015年2月22日・2016年4月10日、日本テレビ系）[61]
- ENGEIグランドスラム（2016年2月13日・9月17日・2017年2月25日・2020年3月28日、フジテレビ系）
- 芹那、シコふんで汗かかせていただきます （2016年3月27日、テレビ東京系）
- しゃべくり007（2016年4月4日、日本テレビ系）
- 嵐にしやがれ（2016年4月30日、日本テレビ系）
- 金曜★ロンドンハーツ（2016年5月13日、テレビ朝日系）
- エンタの神様（2016年5月21日・12月24日、日本テレビ系）
- ネプ&ローラの爆笑まとめ!（2016年6月25日・10月29日・12月10日・2017年12月21日、TBS系）
- 関ジャム 完全燃SHOW（2017年7月30日、テレビ朝日系） - SKILL-MASTER（Show-hey、FISHBOY、SHiN、RIHITO）。

### 音楽番組
- ミュージックステーション（2016年3月11日・5月6日・7月29日、テレビ朝日系）
- 2016 FNSうたの春まつり（2016年3月28日、フジテレビ系）
- うたコン（2016年6月14日、NHK総合）
- THE MUSIC DAY 夏のはじまり。（2016年7月2日、日本テレビ系）
- 音楽の日×CDTV -朝まで夏フェス! 2016-（2016年7月17日、TBS系）
- FNSうたの夏まつり2016 〜海の日スペシャル〜（2016年7月18日、フジテレビ系）
- ハロウィン音楽祭2016（2016年10月31日、TBS系）
- NHKのど自慢（2016年11月13日、NHK総合） - 滋賀県彦根市。
- 第49回日本有線大賞（2016年12月5日、TBS系）
- シブヤノオト（2016年12月11日、NHK総合）
- ミュージックステーション スーパーライブ2016（2016年12月23日、テレビ朝日系）
- CDTVスペシャル! 年越しプレミアライブ 2016⇒2017（2016年12月31日、TBS系）
- ベストアーティスト2017（2017年11月28日、日本テレビ系）
- 歌う!SHOW学校（2018年3月31日、NHK総合）
- Love music（2018年9月3日、フジテレビ系）
- MUSIC STATION ウルトラFES 2018（2018年9月17日、テレビ朝日系）
- テレ東音楽祭2020秋（2020年9月30日、テレビ東京系）
- THE MUSIC DAY 2022（2022年7月2日、日本テレビ系）

### NHK紅白歌合戦出場歴
| 年度   | 放送回 | 回 | 曲目          | 備考 |
| ------ | ------ | -- | ------------- | ---- |
| 2016年 | 第67回 | 初 | PERFECT HUMAN |      |

### 特別番組
- 24時間テレビ39 愛〜これが私の生きる道〜（2016年8月28日、日本テレビ系）
- テレビでつながる! KFBまつり（2017年10月14日、福島放送） - SKILL-MASTER。ダンスコンテスト特別審査員として出演。
- RADIO FISH 2017-2018 TOUR "Phalanx"（2018年4月1日、WOWOW)
- TKUの日 2018（2018年10月13日、テレビ熊本） - FISHBOY、SHiN、RIHITO。

### ネット配信
- YouTube Rewind「The Ultimate 2016 Challenge」（2016年12月7日） - NAKATA、SHINGO、FISHBOY、RIHITO。
- music monstar（2019年8月22日、FRESH LIVE） - NAKATA、SHINGO、FISHBOY[62]。
- レペゼン地球結成5周年ライブ&DJ社長誕生祭（2020年8月29日、YouTube）[63]

### イベント
- 第22回 東京ガールズコレクション 2016 SPRING/SUMMER（2016年3月19日、国立代々木競技場第一体育館）
- SUMMER SONIC 2016（2016年8月20日、QVCマリンフィールド）
- IWGP FES Dance&Performer FESTIVAL（2016年10月30日・2017年9月17日・2018年10月14日・2019年10月20日）
- YouTube FanFest Japan 2016（2016年12月25日、東京国際フォーラム）
- electrox 2017（2017年1月7日、幕張メッセ）
- 福岡アジアコレクション 2017（2017年3月18日、福岡国際センター）
- スガフェス! ～20年に一度のミラクルフェス～（2017年5月6日、さいたまスーパーアリーナ）
- AsiaProgress 2017（2017年7月17日、東京体育館）
- ニッポン放送 オールナイトニッポン50周年 ALL LIVE NIPPON Vol.6（2018年1月21日、横浜アリーナ）
- PERFECT VALENTINE 2018（2018年2月11日、横浜アリーナ）
- 卒おめ! 2018（2018年3月22日、Zepp Divercity Tokyo）
- TOWER RECORDS×TV Asahi Music presents WAREHOUSE ～1st Anniversary～（2018年3月31日、恵比寿ガーデンホール）
- JUMP MUSIC FESTA（2018年7月7日・7月8日、横浜アリーナ）
- 占いフェス presents Luck Out!（2018年7月15日、ベルサール高田馬場）
- MAN'S PANIC 2018（2018年8月11日、幕張メッセ）
- SYACHI SUMMER 2018 -crazZY! × SWEAT（2018年9月15日、豊洲PIT）
- マグロック & フジソニック 2018（2018年10月7日、清水マリンパーク）
- MOMOLANDフリーライブ（2018年11月7日、代々木公園野外ステージ）
- PERFECT VALENTINE 2019（2019年2月11日、横浜アリーナ）
- 卒おめ! 2019（2019年3月11日、新木場STUDIO COAST）[64]
- BLUE SUMMER NIGHT（2019年8月30日、ナゴヤドーム） - SHINGO、Show-hey、FISHBOY、SHiN[65]。
- w-inds. Fes ADSR 2019 -Attitude Dance Sing Rhythm-（2019年10月20日、豊洲PIT）[66]
- STAY GOLD ～Life with dance～（2021年1月16日、川崎 CLUB CITTA’）[67]
- けいちょんフェスティバル2022 けェス（2022年3月9日、豊洲PIT） - SHINGO、Show-hey、FISHBOY、SHiN、RIHITO[68]。

### CM
- マネーフォワード（2016年 - 2017年） - NAKATA、SHINGO、FISHBOY、SHiN、RIHITO[69]。
- キリンメッツ「超ラジオ体操 第一」「超ラジオ体操 第二」（2019年）[70]

### MV
- ユナク from 超新星「Do Your Own Thing feat. 藤森慎吾」（2018年1月17日） - SHINGO、RIHITO。RIHITOはキャスティングと振付も担当。

## 受賞歴
- 第49回日本有線大賞・有線話題賞「PERFECT HUMAN」（2016年）
- 第58回日本レコード大賞・企画賞「PERFECT HUMAN」（2016年）
- WebTVAsia Awards 2016年間最優秀楽曲賞「PERFECT HUMAN」（2016年）

## 共同作業者

### TECHNICAL-BRAIN
- KOJIKARU
(こじかる) 神奈川県出身。YouTuber。
  - 2016年10月頃より参加。2020年以降は「藤森慎吾のYouTubeチャンネル」のスタッフをしている。
  - YouTubeに投稿される動画の撮影及び編集、企画立案などを行っていた。また、基本的にライブやイベント、テレビ番組の収録などにもオフショットやライブ動画の撮影の為同行していた。
  - 2017年に投稿されたYouTubeのバラエティ企画の動画の概要欄にはTECHNICAL-BRAIN (テクニカルブレイン) としてKOJIKARUの名前も記載されている。
  - 楽曲「LAST NUMBER (feat. 中元日芽香 (乃木坂46)」と「NEW GOD (feat. May J.)」のMVの監督を務めている。また、「新時代」にはわずかながら歌唱参加もした。
  - キャップをよくかぶっており、白に黒の柄が入ったものや黒にroarのロゴが入ったもの、CA4LA loves Andy Warholのワインレッドのものなどを愛用している。
  - 小学5年生の頃からフェレットを飼っており、現在もジェームズ、フォード、ハクという名前の3匹が自宅にいる。名前の由来はそれぞれジェームズ・フォードと千と千尋の神隠しのハクから。

### BRANDING-SUPERVISOR
- CATTLEYA TOKYO
(カトレヤ トウキョウ)
  - 京都精華大学ビジュアルデザイン学科卒のアートディレクター・映像作家の塩内浩二と、ブランディングディレクターの白石舞により2013年に設立されたクリエイティブユニット。塩内と白石は共に1985年生まれで愛知県出身の夫婦である。
  - 1stアルバム『PERFECT HUMAN』からライブBlu-ray & DVD『RADIO FISH 2017-2018 TOUR "Phalanx"』のジャケットデザインまで参加。ビジュアルデザイン、MV、衣装などのクリエイティブディレクションを担当。

### JOKER
SKILL-MASTERメンバーが他にも仕事を持っている為、スケジュールの都合で来られない際に代わりに入る臨時メンバーのことをJOKER (ジョーカー) と呼んでいる。以前はスーパーサブ00Xという呼称を使用していたが、2016年7月16日以降はJOKERという呼称が使われている。
- NOSUKE[73]
  - 宮野真守、SMAP、山下智久、SE7ENなどのバックダンサーやMV出演経験を持つダンサー。

- 江端タイスケ[74]
  - XperiaのCMの振付、AKB48のダンス指導・振付などの経験を持つダンサー。
  - 過去にFISHBOYのマネージャーを務めていた。

- パイレーツオブマチョビアン[75]
  - 関ジャニ∞、ケラケラ、チャラン・ポ・ランタンのMV出演、振付などの経験を持つダンサー。またソロでは主にTバック一丁で踊るというパフォーマンスを行っている他、TAKUYAという名前でCRAiZ dance studioの代表も務める。
  - JOKERの中で最も登場回数が多く、メンバーやファンからは主に「マチョくん」または「マチョさん」と呼ばれている。

- TッKUN♂[76]
  - ファレル・ウィリアムス、東方神起のユンホなどのバックダンサー経験を持つダンサー。
  - 初参加が2016年8月20日のSUMMER SONICであった為、スーパーサブ00Xという呼称や番号を使用されたことがない。またその際参加が直前に決まった為、当日ステージでパフォーマンスする全8曲の振付をわずか1日で覚えたという[77]。

- FAUST
  - NAKATAのプロデュースにより2018年に結成されたRADIO FISHの弟分グループ（2020年に活動休止）。
  - ワンマンライブのオープニングアクトを務めていた。

### RADIOFISH & CHIPS
SKILL-MASTERメンバーが揃わない場合音楽ライブやテレビ出演ではJOKERを呼ぶが、オリエンタルラジオのトークライブなどのお笑いライブでは2015年10月以降その日の前説を務めたおばたのお兄さんやレインボーの池田直人、実方孝生らがダンサーとして参加していた (おばたと池田は元々ひのでというコンビを組んでいた)。
2016年4月以降はRADIOFISH & CHIPSとして毎回4名の芸人がダンサーとして参加しており、これまでにおばたのお兄さん、しゅんしゅんクリニックP (元フレミング)、ちゃっぴー (元しゃろん)、ゴールドバーグの西本彪留、マイルドシュートの小名木健、菅原ゆらぎなどが参加している。